# Виконавець бажань 2: Зло безсмертне
Виконавець бажань 2: Зло безсмертне (англ. Wishmaster 2: Evil Never Dies) — американський фільм жахів 1999 року.

## Сюжет
Під час пограбування музею, до рук молодої злодійки Моргани потрапляє камінь з якого вона випадково випускає Джина. Він приймає вигляд людини і його заарештовують. У в'язниці джин починає виконувати бажання ув'язненних в обмін на їх душі. Джин повинен зібрати 1001 душу, для того щоб випустити інших джинів на землю й поневолити людство.

## У ролях
| Актор          | Роль                       |
| -------------- | -------------------------- |
| Ендрю Дівофф   | Джинн / Натаніель Демерест |
| Пол Йоханссон  | Грегорі                    |
| Голлі Філдс    | Моргана                    |
| Бокім Вудбайн  | Фарралон                   |
| Томмі Лістер   | Тіллавер                   |
| Кріс Вебер     | Ерік                       |
| Аль Фостер     | охорона 1                  |
| Віто Руджініс  | Гостіка                    |
| Ренді Гол      | поліцейський 1             |
| Марія Дженеро  | репортер                   |
| Джим Стаскел   | хижак                      |
| Роберт ЛаСардо | Гріс                       |
| Карлос Леон    | Веббер                     |
| Ріно Майклс    | Буц                        |
| Джеймс Кім     | Джеймс Тигр                |
| Саймон Кім     | Саймон Тигр                |
| Скотт Клейс    | Фокс                       |
| Олег Відов     | Осип                       |
| Гвен МакГі     | в'язень Матрон             |
| Віктор Іванов  | Міша                       |